# Eugenia Golea
Eugenia Golea, née le 10 mars 1971 à Bucarest, est une gymnaste artistique roumaine.

## Palmarès

### Jeux olympiques
- Séoul 1988
  -  médaille d'argent au concours par équipes

### Championnats du monde
- Montréal 1985
  -  médaille d'argent au concours par équipes
- Rotterdam 1987
  -  médaille d'or au concours par équipes
  -  médaille d'argent au saut de cheval

### Championnats d'Europe
- Moscou 1987
  -  médaille d'argent à la poutre
  -  médaille de bronze au saut de cheval